# Hermann (Sherborne)
Hermann (auch Herman; † 20. Februar 1078) war Bischof von Ramsbury und Sherborne.
Er wurde in Lothringen geboren und erzogen, war Priester der späteren Königin Edith und wurde 1045 zum Bischof geweiht. Im gleichen Jahr trat er das Amt in Ramsbury an.
Durch seine Bekanntschaft mit Edith wurde er später auch ein Vertrauter Eduard des Bekenners, König von England. Im Jahre 1050 wurde er zusammen mit Bischof Ealdred von Worchester zur von Papst Leo IX. einberufenen Synode nach Rom entsandt.
1058 übernahm er noch den Bischofssitz von Sherborne. Auch nachdem William 1066 den englischen Thron bestieg, durfte er sein Amt behalten.
Er starb am 20. Februar 1078. Die Zusammenlegung von Ramsbury und Sherborne blieb nach seinem Tod bestehen. Der gemeinsame Bischofssitz wurde später nach Salisbury verlegt.